# Sort-en-Chalosse
Sort-en-Chalosse är en kommun i departementet Landes i regionen Nouvelle-Aquitaine i sydvästra Frankrike. Kommunen ligger i kantonen Montfort-en-Chalosse som tillhör arrondissementet Dax. År 2022 hade Sort-en-Chalosse 887 invånare.

## Befolkningsutveckling
Antalet invånare i kommunen Sort-en-Chalosse
Referens:INSEE